# You Can Say
You Can Say is een nummer van de Nederlandse band Krezip uit 2002. Het is de eerste single van hun tweede studioalbum Days Like This.
Het nummer beleefde haar première op 2 september 2002 bij de ochtendshow Stenders Vroeg op 3FM. "You Can Say" werd een kleine hitje in Nederland; het bereikte de 18e positie in de Nederlandse Top 40. In Vlaanderen moest de plaat het met een 7e in de Tipparade doen.
De bijbehorende videoclip werd opgenomen in Berlijn en geregisseerd door Bernard Wedig.